# Pink Turns Blue
Pink Turns Blue ist eine deutsche Rockband, die 1985 in Köln gegründet wurde. Sie fand vor allem im Dark-Wave-Umfeld der späten 1980er Jahre Anklang, wandte sich jedoch zu Beginn der 1990er und unter Einfluss der Madchester-Bewegung dem Indie-Rock zu.

## Bandgeschichte

### Anfänge (1985 bis 1987)
Die Band war ursprünglich ein Duo, bestehend aus Thomas Elbern (Gesang und Gitarre), Mic Jogwer (Gesang, Bass und Keyboards) und einer Rhythmusmaschine.
Thomas Elbern hatte zuvor in Aachen eine NDW-Formation namens Seltsame Zustände betrieben, wollte aber nun in Köln eine neue Band gründen und suchte Ende 1985 über eine Anzeige Mitmusiker. Der Musikstudent Mic Jogwer meldete sich darauf und die beiden hatten bald kleinere Auftritte unter dem Namen Pink Turns Blue (nach dem Hüsker Dü-Song Pink Turns to Blue) in Köln und Umgebung. Musikalisch orientierte man sich an klassischen New-Wave-Gruppen wie den frühen The Cure, The Chameleons oder The Sound und Anfang 1986 wurde die Band um den Kunststudenten und Schlagzeuger Markus Giltjes erweitert. Das Trio gewann einen Wettbewerb beim WDR, und Volkmar Kramarz produzierte im Mai 1986 die ersten Studioaufnahmen in Köln.

### Die Jahre als deutscher Independent-Geheimtipp (1987 bis 1991)
Anfang 1987 verließ Thomas Elbern die Gruppe, um sich fortan seiner Karriere als Radiomoderator und ab 1989 seinem neuen Musikprojekt Escape With Romeo zu widmen. In der Folge wechselte Mic Jogwer vom Bass zur Gitarre und „Ruebi“ Walter stieg als neuer Bassist und Keyboarder in die Band ein, die bereits im Juni 1987 wieder die ersten Konzerte gab.
Im August nahm das neu gegründete Münsteraner Plattenlabel Fun Factory! Pink Turns Blue unter Vertrag. Die Band ging erneut ins Studio, das vorhandene Material vom Vorjahr wurde neu abgemischt und einige weitere Songs aufgenommen. Das Debütalbum If Two Worlds Kiss erschien im Oktober 1987. Mic Jogwers zuweilen wehklagender Gesangsstil und der keyboardlastige schwermütige Gitarrenpop der Platte rief oftmals Vergleiche mit den frühen The Cure hervor, was die Band aber als Anreiz sah, sich musikalisch weiterzuentwickeln.
Von Oktober 1987 bis März 1988 wurde fast ununterbrochen getourt, unter anderem im Dezember mit der umstrittenen jugoslawischen Band Laibach, mit deren Soundmixer Janez Križaj sich Jogwer anfreundete. Križaj lud Pink Turns Blue ein, ihr zweites Album im jugoslawischen Ljubljana aufzunehmen, als Bezahlung schmuggelte die Band westliches Musikequipment über die Grenze. Im August 1988 erschien die Single Touch the Skies und Pink Turns Blue spielten erstmals einige Konzerte in Großbritannien. Im Oktober folgte das zweite Studioalbum Meta, das den depressiv-keyboardlastigen The-Cure-Sound auf die Spitze trieb und sich überraschend gut verkaufte (2300 Stück in den ersten acht Wochen). Als weitere Single wurde der Track Your Master Is Calling ausgekoppelt.
Das dritte Album Eremite wurde wieder mit Janez Križaj in Ljubljana aufgenommen und war im August 1989 fertiggestellt. Die Plattenfirma Fun Factory! geriet jedoch in Vertriebsschwierigkeiten und Pink Turns Blue wechselten zum Rough-Trade-Sublabel Our Choice, das das Album nach langer Verzögerung im April 1990 veröffentlichte. Die Songs waren deutlich experimenteller und atonaler ausgefallen, mit Michelle enthielt das Album aber ein einprägsames Stück, das im August in Manchester remixt wurde und im Oktober als Single herauskam. Die Remix-Single wurde jedoch als überflüssiger und misslungener Versuch sich an die Madchester-Szene anzuhängen kritisiert und fiel bei vielen Fans durch. Anfang 1990 wurde die Band durch „Ruebi“ Walters jüngeren Bruder Reinhold verstärkt, der die Keyboards übernahm, Schlagzeuger Markus Giltjes dagegen stieg Ende 1990 aus und zog nach Hamburg, wo er später Mitglied von Girls Under Glass wurde.
Das vierte Studioalbum Aerdt (Art = Kunst/Erde) wurde von Januar bis Februar 1991 in Ljubljana von Mic Jogwer und „Ruebi“ Walter als Duo aufgenommen und im August veröffentlicht. Jogwer entschloss sich, den Sound sowie den Einsatz von Gitarren weiter zu reduzieren und pro Stück nur noch eine einzelne musikalische Grundidee darzustellen, um den Texten mehr Gewicht zu verleihen. Zudem wurde ein Drumcomputer verwendet. Die Livekonzerte wurden allerdings in konventioneller Besetzung gespielt.

### Umzug nach London (1991 bis 1995)
Nach der Fertigstellung von Aerdt zogen Mic Jogwer und „Ruebi“ Walter im Frühjahr 1991 nach London um. Jogwer hatte das Gefühl, das Konzept von Pink Turns Blue kreativ ausgeschöpft zu haben und versprach sich durch den Umgebungswechsel frische Ideen. Zudem kam er durch seinen neuen Job als Toningenieur in den Londoner Remaximum Studios schnell in Kontakt mit der englischen Musiker- und Produzentenszene.
In London war gerade die sogenannte Madchester-Szene sehr populär, ein Crossover aus Indie-Rock und Rave-Discomusik, und Jogwer ließ sich zu einem radikalen Richtungswechsel inspirieren. Zuerst wurde im Juni 1991 der Aerdt-Track Seven Years in einer Danceversion neu aufgenommen und im September als Single veröffentlicht. Der bisherige Schlagzeuger Reinhold Schobert verließ daraufhin Ende 1991 die Band. Anfang 1992 folgten zwei weitere dancelastige Singles, Overloaded und Star.
Im Mai 1992 gingen Pink Turns Blue mit ihrem neuen Schlagzeuger, dem 18-jährigen Engländer Louis Pavlou, ins Studio und nahmen das fünfte Album Sonic Dust auf, das im August erschien. Das Songmaterial orientierte sich an dem damals in England modischen Indie-Rock-Stil und wurde in der Musikpresse unter anderem sogar mit U2 verglichen. Viele deutsche Fans erachteten es jedoch als zu kommerziell und zu weit vom ursprünglichen Bandsound entfernt.
Im Dezember 1992 nahmen Pink Turns Blue mit dem The-Cure- und The-Sisters-of-Mercy-Produzenten Dave Allen das sechste Album Perfect Sex auf, das nach langer Verzögerung aber erst im Februar 1994 veröffentlicht wurde. Perfect Sex war einfach und direkt produziert, klang stellenweise sogar punkig, fand aber bei den Fans der Band wenig Anklang.
Im November 1994 erschien Muzak, ein Unplugged-Album, das Mic Jogwer solo mit einem Toningenieur-Kollegen namens Marc Williams in seiner Wohnung aufgenommen hatte. Es enthielt Akustik-Versionen einer Auswahl von Pink Turns Blue-Stücken.
1995 löste sich die Band auf. Mic Jogwer äußerte später, man habe nach dem Umzug nach London musikalisch die Orientierung verloren und sich verzettelt. Jogwer arbeitete weiter in der Musikindustrie und lebte von Webdesign und der Produktion von CD-ROMs.

### Re-Union (2003 bis heute)
Im April 2001 produzierte Mic Jogwer drei Songs von Violetta Superstar, der Band der Hamburger Musikerin und Künstlerin Brigid Anderson, die im Oktober 2001 auf einer Compilation-CD (Die fiesen Diven) erschienen. Die beiden beschlossen ein Elektronik-Duo namens Orden zu gründen und begannen zusammen Songs zu schreiben sowie Demos aufzunehmen.
Anfang 2003 fragte der Veranstalter des Leipziger Wave-Gotik-Treffens wegen eines Orden-Auftrittes an, und man kam auch auf Mic Jogwers alte Band Pink Turns Blue zu sprechen. Jogwer und Anderson überredeten Thomas Elbern, „Reini“ Walter und Louis Pavlou zu einer einmaligen Reunion („Ruebi“ Walter und Markus Giltjes sagten ab), und Pink Turns Blue traten am 8. Juni 2003 beim Wave-Gotik-Treffen auf. Die Reaktion des Publikums war so enthusiastisch, dass man beschloss, die Band ernsthaft wiederaufleben zu lassen und es folgten weitere Headliner-Auftritte auf großen internationalen Festivals (M’era Luna 2004).
Der Neustart von Pink Turns Blue wurde im Mai 2004 mit der Veröffentlichung des Greatest Hits-Albums Re-Union bekanntgegeben, im Herbst 2004 verließ Thomas Elbern die Band jedoch wieder wegen Zeitmangels. Für ihn kehrte Markus Giltjes zurück, der sich als Künstler von nun an um das Artwork der Band und die Gestaltung der Webseite kümmerte.
Das siebte Studioalbum Phoenix wurde im Winter 2004/05 in Berlin aufgenommen, von Janez Križaj in Ljubljana abgemischt und im April 2005 veröffentlicht. Das düster-melancholische Songmaterial markierte eine Rückkehr zum ursprünglichen Sound und Konzept der Band und wurde von Musikpresse und Fans einhellig positiv aufgenommen.
Das achte Album Ghost, das in gleicher Besetzung im Herbst/Winter 2006/07 in Berlin entstand, folgte im Mai 2007. Der Release wurde auf dem Wave-Gotik-Treffen am 26. Mai 2007 live vorgestellt, zu diesem Anlass kehrte „Ruebi“ Walter als zweiter Gitarrist in die Band zurück. Nach diesem Auftritt stieg Schlagzeuger Louis Pavlou aus, um sich auf die Veröffentlichung seines ersten Romans zu konzentrieren. Er wurde durch Andreas Plappert ersetzt. Der Drummer der Band Keegan, der bereits bei All Fools Day  mit „Reini“ Walter aktiv gewesen war, spielte kurze Zeit später die Ghost-Tour.
Im November 2009 begann die Band in Berlin mit den Aufnahmen zum neunten Album Storm. Nach einem Headliner-Auftritt beim Wave-Gotik-Treffen veröffentlichten Pink Turns Blue mit der auf 300 Stück limitierten Doppel-A-Seiten 7-inch-Vinyl Storm Rider/Run from Me eine Vorabsingle zu dem im September 2010 erschienenen Album.
Im April 2016 veröffentlichten Pink Turns Blue ihr zehntes Studioalbum The AERDT – Untold Stories. Im September 2021 erschien das elfte Studioalbum Tainted, mit dem die Band durch Europa, Nord- und Südamerika tourte.

## Diskografie

### Studioalben
- If Two Worlds Kiss (Fun Factory!) Oktober 1987
- Meta (Fun Factory!) Oktober 1988
- Eremite (Our Choice) April 1990
- Aerdt (Our Choice) 5. August 1991
- Sonic Dust (Our Choice) 10. August 1992
- Perfect Sex (Our Choice) 28. Februar 1994
- Phoenix (Orden) 4. April 2005
- Ghost (Strobelight Records) 18. Mai 2007
- Storm (Strobelight Records) 10. September 2010
- The AERDT – Untold Stories (Orden) 15. April 2016
- Tainted (Orden) September 2021
- Black Swan (Orden) 28. Februar 2025

### Kompilationen
- Muzak (Our Choice, Best Of - Unplugged) 14. November 1994
- The Best of Pink Turns Blue and Rareties (TCM Musikproduktionen) 14. September 1998
- Re-Union (Orden) 3. Mai 2004

### Singles
- Touch the Skies (FunYour Factory!) August 1988
- Your Master Is Calling (Fun Factory!) Juli 1989
- Michelle (Our Choice) Oktober 1990
- The Son (Our Choice) Juli 1991
- Seven Years (Our Choice) September 1991
- Overloaded (All I Ever Wanted) (Our Choice) 1992
- Star (Our Choice) 25. Juni 1992
- Talk Baby (Our Choice) 7. November 1994
- Now’s the Time (Orden, DJ-Promo-Single) 16. März 2005
- Can’t Be Love/Walk Away/Break It (Strobelight Records, DJ-Promo-Single) 16. April 2007
- Storm Rider/Run from Me (Strobelight Records) 1. Juni 2010
- There Must Be So Much More (Orden Records) 2. April 2021
- So Why Not Save the World (Orden Records) 4. Juni 2021
- You Still Mean Too Much for Me (Orden Records) 30. Juli 2021
- Not Even Trying (Orden Records) 3. September 2021
- Not Gonna Take It (Orden Records) 12. August 2022
- Tainted Tour 2022 - EP (Orden Records) 2. September 2022

### Exklusive Kompilationen-Tracks
- Procession (auf: Bouquet of Dreams, Dark Star) Oktober 1991
- Last Love Tonight (auf: United – Music for Compilations, Fun Factory!) März 1993
- OK Pussy (auf: Rough Trade – Music for the 90’s Vol. 5, Rough Trade Deutschland) 1993
- Marcella (1985 demo) (auf: Escape With Romeo-Compilation Like Eyes in the Sunshine, Sound Factory) 1994
- Dirty Love (auf: Sonic Seducer 10 Jahre Jubiläums Compilation, Sonic Seducer) Januar 2006